# 楚雄话
楚雄话，或楚雄方言，是通行于云南省楚雄彝族自治州等地的主要语言，属于官話方言下西南官話中云南片滇中小片的一支。

## 特点
楚雄汉语方言属官话方言中的西南方言系统。由于历史上民族的迁徙融合，也由于山川阻隔、交通不便，楚雄方言中，保留中原一带的近古音比较多，保留中古和近古的中原汉语词汇也比较多，也有少数民族的借词，其语音特点，缺撮口音，声调多降调，轻声多为阴平。

## 分区
楚雄汉语方言，大致可分为四个小方言区，即城区小方言区，苍岭小方言区，子午云龙小方言区和吕合小方言区。

## 语音

### 声调系统
楚雄方言有阴平、阳平、上声、去声四个声调，但阴平与普通话阴平有差别，比普通话阴平调低1度；阳平与普通话差别较大，开始稍高、末尾下降；上声为降调，调值和普通话去声相近，但未全降；去声开始稍降，末尾稍升，和普通话上声调值相近。没有入声调，楚雄方言的古入声字，分别派入阴、阳、上、去诸声，这与普通话基本一致，但分派的具体情况，却与普通话不同。